# 校園新聞編輯室
《校園新聞編輯室》（英語：Press Gang）是一部5季共43集的英國兒童電視喜劇劇情片。節目從1989年至1993年在ITV工作日下午的兒童時間檔播出，通常是在下午4:45。
本節目的受眾目標是年長兒童及青少年，節目設定關於一所綜合學校中，講述一些學生編寫兒童報紙《青年公報》（Junior Gazette）的故事。晚期的節目也涉及進行商業投資。此節目兼有喜劇和戲劇的元素。節目除人際關係外，還涉及解決藥物濫用、兒童虐待、槍枝管制等問題的過程。
節目的編劇是前教師史蒂芬·莫法特，過半劇集是Bob Spiers所導演。Bob曾擔任過英國經典喜劇《非常大酒店》的導演。對節目的評價十分正面，尤其是稱讚高品質的劇本。本劇吸引了來自多年齡段的邪典觀眾。

## 外部連結
- itv.com上《校園新聞編輯室 》的資料
- Unofficial site （页面存档备份，存于） – programme guide, mailing list, FAQ
- 互联网电影数据库（IMDb）上《校園新聞編輯室》的资料（英文）